# Neoklassische Synthese
Die neoklassische Synthese (NKS), neoklassisch-keynesianische Synthese oder Neokeynesianismus, bezeichnet eine ökonomische Theorie, welche die neoklassische Theorie und die Makroökonomie von John Maynard Keynes zusammenführen wollte. Die neoklassische Synthese dominierte die Ökonomik der Nachkriegszeit und bildete den internationalen Konsens des makroökonomischen Denkens der 1950er bis 1970er Jahre. Als Hauptvertreter gelten John Hicks, Franco Modigliani und Paul Samuelson.
Zentral für die neoklassische Synthese ist die Annahme, dass Firmen und Konsumenten rational handeln, Märkte als Ganzes hingegen unvollständigen Wettbewerb und andere Formen von Marktversagen aufweisen. Besonders auf dem Arbeitsmarkt kann es zu dauerhaften Ungleichgewichten und damit Arbeitslosigkeit kommen. Daher befürwortet die neoklassische Synthese eine Globalsteuerung der Wirtschaft durch Fiskalpolitik in Form von Deficit spending, sowie Geldpolitik, um Arbeitslosigkeit und Inflation zu verhindern. Eine Reihe von wirtschaftlichen Entwicklungen erschütterte die neoklassische Synthese in den 1970er Jahren, besonders das Aufkommen der Stagflation und die Arbeit von Ökonomen wie Milton Friedman oder Robert Lucas. Sie bewiesen die theoretische Unmöglichkeit, ein nachhaltiges Wachstum und ein niedriges Inflationsniveau durch die von der neoklassischen Synthese vorgeschlagenen Maßnahmen aufrechtzuerhalten.
Das Erbe der neoklassischen Synthese bildet der Neukeynesianismus, die in der Lage ist, die wirtschaftlichen Ereignisse der 1970er Jahre zu erklären. Neukeynesianische Modelle haben dabei die Makroökonomie mit mikroökonomischen Grundlagen erweitert und eine große Reihe von Marktversagen in die Modellbildung integriert. Der Neukeynesianismus wird auch als neue neoklassische Synthese bezeichnet und stellt den gegenwärtigen wissenschaftlichen Konsens der internationalen Makroökonomik dar.

## Definition
Die neoklassische Synthese bezeichnet eine makroökonomische Theorie, die sich in den 1940er–1950er Jahren entwickelte. Sie führt die neoklassische Theorie und die keynesianische Ökonomik zusammen.
Die neoklassische Synthese bildete die Grundlage für einen Großteil der makroökonomischen Forschung im 20. Jahrhundert.

## Geschichte
Ein Großteil der neoklassischen Synthese wurde von führenden Ökonomen wie John Hicks, Maurice Allais, Franco Modigliani, Paul Samuelson, Alvin Hansen, Lawrence Klein, James Tobin und Don Patinkin entwickelt. Dieser Prozess begann kurz nach der Veröffentlichung von Keynes’ Allgemeiner Theorie mit dem IS-LM-Modell (Investment Saving – Liquidity Preference Money Supply), das erstmals 1937 von John Hicks in seinem Artikel Mr. Keynes and the Classics vorgestellt wurde. Dort hat er die keynesianische Theorie in die traditionelleren Begriffe eines vereinfachten allgemeinen Gleichgewichtsmodells mit drei Märkten gebracht: Waren, Geld und finanzielle Vermögenswerte. Anschließend wurde das Modell von Angebot und Nachfrage an die keynesianische Theorie angepasst. Es stellt dar, dass Anreize und Kosten eine entscheidende Rolle bei der Analyse von Entscheidungen spielen. Ein unmittelbares Beispiel hierfür ist die Haushaltstheorie die beschreibt, wie sich Preise (als Kosten) und Einkommen auf die nachgefragte Menge auswirken.
In den 1940er–1950er Jahren wurden die Arbeiten von John Hicks durch Franco Modigliani und Paul Samuelson weiterentwickelt. 1944 erweiterte Modigliani das IS-LM-Modell, indem er den Arbeitsmarkt einbezog. Samuelson prägte 1955 den Begriff der „neoklassischen Synthese“ und machte sich um die Verbreitung der Theorie verdient, insbesondere durch sein einflussreiches Lehrbuch Economics, das erstmals 1948 veröffentlicht wurde. Einer der Hauptbeiträge von P. Samuelson in der ersten Ausgabe von Economics war eine 45-Grad-Grafik (häufig als „keynesianisches Kreuz“ bekannt), das die konkurrierenden Theorien von Keynes und die neoklassische Schule versöhnte, indem es die neoklassische Preistheorie und Einkommensbildung im Kontext der Marktkonkurrenz zusammenführte mit der keynesianischen Makroökonomie als einer Theorie staatlicher Eingriffe. Samuelson verstand unter der neoklassischen Synthese, dass bei einem sinnvollen Einsatz der Geld- und Fiskalpolitik Massenarbeitslosigkeit und Inflation überwunden werden können, um Vollbeschäftigung und Geldwertstabilität wiederherzustellen.

## Theorie
Die neoklassische Synthese kann durch folgende Hauptpunkte charakterisiert werden:
- Firmen und Haushalte gelten als rational – ihr Verhalten kann mit mikroökonomischen Standardmethoden untersucht werden
- Preise und Löhne weisen Starrheit auf – Märkte unterliegen daher meist nicht vollständigem Wettbewerb
- Es gibt kein automatisches Gleichgewicht auf dem Arbeitsmarkt- ein Gleichgewicht kann aber durch geeignete Geld- und Fiskalpolitik erreicht werden
- Der Staat nimmt eine aktive Rolle ein – neben der Makrosteuerung durch Fiskalpolitik und Regulation interveniert er auch um Marktversagen zu beheben
- Staatliches Management muss einen Kompromiss finden zwischen Geld- und fiskalpolitischen Maßnahmen – gemäß den relativen Elastizitäten der IS- und LM-Kurven
- Eine wichtige Rolle kommt der empirischen Evaluierung wirtschaftspolitischer Maßnahmen zu
- Mathematik wird als Werkzeug für die ökonomische Analyse umfassend eingesetzt

Die von neoklassischen Syntheseökonomen vorgeschlagene Interpretation von Keynes basiert auf der Vermischung grundlegender Merkmale der allgemeinen Gleichgewichtstheorie mit keynesianischen Konzepten. Daher wurden die meisten Modelle der neoklassischen Synthese als „pragmatische Makroökonomie“ bezeichnet.
Die neoklassische Synthese hat drei Punkte von Keynes übernommen:
- Die Abhängigkeit der Ersparnis vom Einkommen.

Wegen der mit steigendem Einkommen sinkenden Grenzneigung zum Verbrauch steigt die Sparfunktion (marginale Sparquote) mit dem Einkommen der Volkswirtschaft. Weil die Ersparnis immer mit der vom Zins abhängigen Investition identisch ist, muss nach Keynes eine geringe Schwankung der Investition zu weiten Schwankungen der Beschäftigung und damit der Einkommen in der Ökonomie führen. Die Gesamtersparnis werde durch die Investition beherrscht, und ein Steigen des Zinsfußes muss somit die Einkommen auf ein Niveau herunterdrücken, bei dem die Ersparnis im gleichen Maße wie die vom Zins abhängige Investition verringert wird.
- Die Nicht-Neutralität des Geldes, dass also die Höhe der Zinsen die mit der Ersparnis identische Investition beeinflusst und über die veränderte Investition, verstärkt durch den Multiplikator, das Gesamteinkommen der Ökonomie. Allerdings setzt bei Keynes und in der Realität die Zentralbank den Leitzins für das Zentralbankgeld fest, während das IS-LM-Modell leicht den Eindruck erweckt, als würde sich auf dem Geldmarkt ein Gleichgewichtszins einpendeln. John Richard Hicks hat aber bereits bei der erstmaligen Vorstellung seines Modells betont, dass die Notenbank in seinem Modell als einzige das Geldangebot bestimmt und damit praktisch den Zins festsetzt. Die Interpretation, als wäre ein bestimmtes Geldangebot fest vorgegeben und würde die LM-Kurve bestimmen, sei unrealistisch, weil die Autoritäten der Geldpolitik die Geldmenge anpassen würden und damit die Elastizität der LM-Kurve von der Elastizität der Geldpolitik abhängig ist.[20]
- Die sogenannte Liquiditätsfalle von Keynes[21]

Vor allem wegen des Kursrisikos langlaufender Anleihen wird deren Zins nicht annähernd so weit fallen, wie es für die Belebung der Konjunktur erforderlich wäre. Daher sieht man die LM-Kurve im IS-LM-Modell der neoklassischen Synthese als Darstellung des Anleihezinses ganz unten waagrecht über dem Nullpunkt verlaufen, obwohl der Zins für Zentralbankgeld durchaus auf Null und sogar darunter festgesetzt werden kann (Negativzins), aber die Kurve soll wohl einmal den Rentenmarktzins und dann wieder den Geldmarktzins darstellen.
Dem IS-LM-Modell werden in der neoklassischen Synthese ein neoklassischer Arbeitsmarkt (Arbeitsnachfrage und Arbeitsangebot auf dem Arbeitsmarkt abhängig vom Reallohn) und eine neoklassische Produktionsfunktion hinzugefügt. Grundsätzlich zeigt das Modell auch Zustände der Unterbeschäftigung auf, die in der neoklassischen Theorie annahmegemäß nicht auftreten können. Soweit eine keynesianische Variante des Arbeitsmarktes behandelt wird, welche einen nach unten fixen Lohnsatz unterstellt, so dass keine völlige Flexibilität auf dem Arbeitsmarkt herrscht, wird dafür nicht die Erklärung von Keynes übernommen, dass besonders in einer Deflation fallende Löhne und Preise die Arbeitslosigkeit verstärken und der Reallohn aus makroökonomischen Gründen gar nicht oder nicht ausreichend fallen kann, sondern ein Widerstand der Arbeiter gegen die Lohnsenkung als Begründung der Starrheit der Löhne genannt.
Ein weiteres Merkmal dieser Theorie ist die Annahme, dass Preise kurzfristig fix sind (sich nur langsam verändern). Die IS-LM-Modelle konstruieren ein Gleichgewicht zwischen der Gütermarktgleichgewichtsbedingung, der IS-Kurve (Investitionen = Sparen) und dem Geldmarktgleichgewicht, der LM-Kurve (Geldangebot = Geldnachfrage). Abhängig vom Schnittpunkt dieser beiden Kurven in einem Volkseinkommen/(Anleihe-)Zinssatz-Diagramm kann es zum Beispiel zu einer Veränderung der Investitionstätigkeit kommen. Das Modell ist hierdurch fähig, die Liquiditätsfalle sowie die Investitionsfalle darzustellen und soll damit zu einer Analyse von fiskalpolitischen und geldpolitischen Maßnahmen in jenem Rahmen anwendbar sein.

## Erbe
Die neoklassische Synthese wurde schnell zum damaligen wissenschaftlichen Konsens der Makroökonomik und dominierte das Feld bis in die 1970er Jahre.
In den 1950er Jahren wurde die staatliche Nachfragesteuerung von vielen westlichen Industrienationen eingesetzt. Die fiskalischen und monetären antizyklischen Maßnahmen erreichten in den 1960er Jahren ihren Höhepunkt und es schien vielen Ökonomen, dass der Wohlstand nun von Dauer war. Anfang der 1970er Jahre war das nach dem Zweiten Weltkrieg formulierte Forschungsprogramm weitgehend abgeschlossen, und die neoklassische Synthese hatte sich als sehr erfolgreich erwiesen.
Mit dem Ölpreisschock von 1973 und den wirtschaftlichen Problemen der 1970er erlebten viele westliche Wirtschaften jedoch eine „Stagflation“: hohe und steigende Arbeitslosigkeit, verbunden mit hoher und steigender Inflation, was dem normalen Verhalten der Phillips-Kurve widersprach. Da der wissenschaftliche Konsens der neoklassischen Synthese weitgehend auf ihrem empirischen Erfolg beruhte, führte die Stagflation zu einem Zusammenbruch des Konsens und die Theorie wurde für ihre Unfähigkeit die gegenwärtige ökonomische Lage zu erklären scharf angegriffen. Obwohl neoklassische Synthesemodelle weiter erweitert wurden, um Schocks einzubeziehen, deckte die Empirie den Hauptfehler auf, der im Kern der Theorie lag: die Asymmetrie, einzelne Agenten als hochgradig rational zu betrachten, Märkte aber als hochgradig ineffizient (insbesondere Arbeitsmärkte).
In der Folge kam es zu einer theoretischen Debatte, auf der auf einer einen Seite Vertreter der neoklassische Synthese und auf der anderen Seite Vertreter der Chicagoer Schule standen.
Milton Friedman übte gemeinsam mit Edmund Phelps scharfe Kritik an der Phillips-Kurve. Sie versuchten zu zeigen, dass ein Kompromiss zwischen Arbeitslosigkeit und Inflation langfristig unmöglich wäre und fiskalpolitisches Deficit spending unweigerlich in einer Stagflation enden müsse. Friedman propagierte stattdessen den Monetarismus, welcher die Geldmenge als makroökonomische Steuerungsgröße hervorhob.
Robert Lucas und Thomas Sargent behaupteten, dass Vorhersagen auf Grundlage der neoklassischen Synthese weitgehend falsch seien, da „die Doktrin, auf der sie basierten, grundlegend fehlerhaft war, was heute eine einfache Tatsache ist“. Sie begründeten damit die neue klassische Makroökonomik (NKM). Wesentlich war dabei die Einführung von rationalen Erwartungen durch Robert Lucas. Mit der Einführung von rationalen Erwartungen konnte Lucas den Zusammenbruch der Phillips-Kurve erklären. Nachdem der Zusammenhang entdeckt und zum Ausgangspunkt für wirtschaftspolitische Entscheidungen wurde, passten die Agenten ihre Erwartungen an. Dadurch brach der Zusammenhang zusammen und führte zur Stagflation der 1970er Jahre. Dies gipfelte in einer fundamentalen Kritik die Lucas an den Modellen der neoklassischen Synthese übte und die einen Paradigmenwechsel in der Makroökonomik auslöste: die Lucas-Kritik. Damit wurde die Mikrofundierung in die makroökonomische Modellierung eingeführt.
Die neue klassische Makroökonomik hatte damit auf den inhärenten Widerspruch der neoklassischen Synthese hingewiesen: Die neoklassische Mikroökonomie mit Markträumung und allgemeinem Gleichgewicht konnte nicht zu einer keynesianischen Makroökonomie führen, wo Märkte versagen. In der Folge kam es zu einer keynesianischen Antwort: dem Neukeynesianismus.
Neukeynesianische Ökonomen akzeptierten den obigen Widerspruch der neoklassischen Synthese, aber während die neuen Klassiker Keynes aufgaben, kritisierten die Neukeynesianer die Idee der Markträumung. In den späten 1970er und 1980er Jahren untersuchten neue keynesianische Ökonomen daher, wie Marktunvollkommenheiten wie monopolistische Konkurrenz, nominale Störungen wie starre Preise und Löhne die Mikroökonomie mit der keynesianischen Makroökonomie in Einklang brachten. Neukeynesianer formulierten ihre Modelle mit rationalen Erwartungen und Mikrofundierung, um gegen die Lucas-Kritik immun zu sein.
In den 1990er Jahren wurde durch den Neukeynesianismus ein neuer wissenschaftlicher Konsens erzielt, der auch als neue neoklassische Synthese bezeichnet wird. Er bildet die Grundlage für die moderne makroökonomische Forschung.